# Nigel Mansell
Nigel Ernest James Mansell, o Leão, CBE (Upton-upon-Severn, 8 de agosto de 1953) é um ex-piloto de automobilismo, tendo sido campeão mundial na Fórmula 1 em 1992 e na Fórmula Indy em 1993.
Conhecido pelo estilo arrojado, Nigel Mansell, muito por essa forma agressiva de dirigir, notabilizou-se também pelo fato de não ter tido muita sorte na Fórmula 1, posto que, em várias ocasiões, algumas até com o título praticamente assegurado, acidentava-se. Assim, Mansell celebrou-se como um dos pilotos que mais dividiram opiniões em seu tempo: ao mesmo tempo em que havia os que o admiravam pela ousadia e ímpeto, capaz de ofertar belíssimas exibições, outros o consideravam um automobilista pouco esperto, sujeito a cometer erros homéricos.
Após a conquista em 1992, sagrou-se campeão na Fórmula Indy no ano de 1993, e primeiro piloto a conquistar o título em sua estreia na categoria. Com isso, Mansel passou a integrar o seleto grupo de quatro pilotos que encerraram suas carreiras sendo campeões da Formula Indy e da Formula 1.
Atualmente Mansell é casado com Rosanne. Mora em Jersey, juntamente com sua filha Chloe, e seus dois filhos, Leo e Greg, que também são automobilistas, e disputaram a Fórmula 3 britânica, em 2006.

## Carreira

### Fórmula Ford

#### 1976-1977
Mansell disputou duas temporadas na Fórmula Ford britânica, onde obteve sucesso. Em 1976, venceu seis corridas das nove disputadas por ele na temporada. Já em 1977, ele vence 33 das 42 corridas disputadas, e se torna campeão da categoria. Em 1978, muda de categoria e vai disputar a Fórmula 3.

### Fórmula 3

#### 1978-1979
Em 1978, Mansell vai para a Fórmula 3, disputar sua primeira temporada. Para ir a essa categoria, foi preciso ele vender sua casa e seu carro. Nesta temporada teve como resultados expressivos uma pole position e um segundo lugar conquistado com um carro não muito competitivo. Para a temporada seguinte ele passou para a equipe Dave Price Racing. Conquistou sua primeira vitória na categoria, em Silverstone, e terminou em oitavo na classificação geral do campeonato. Nesta temporada se mostrou resultados consistentes, porém sofreu um acidente que resultou em sua hospitalização. Pelo seu desempenho, Colin Chapman contrata-o para ser piloto de testes da equipe Team Lotus na F-1, em 1980.

### Fórmula 1

#### 1980-1984: Lotus

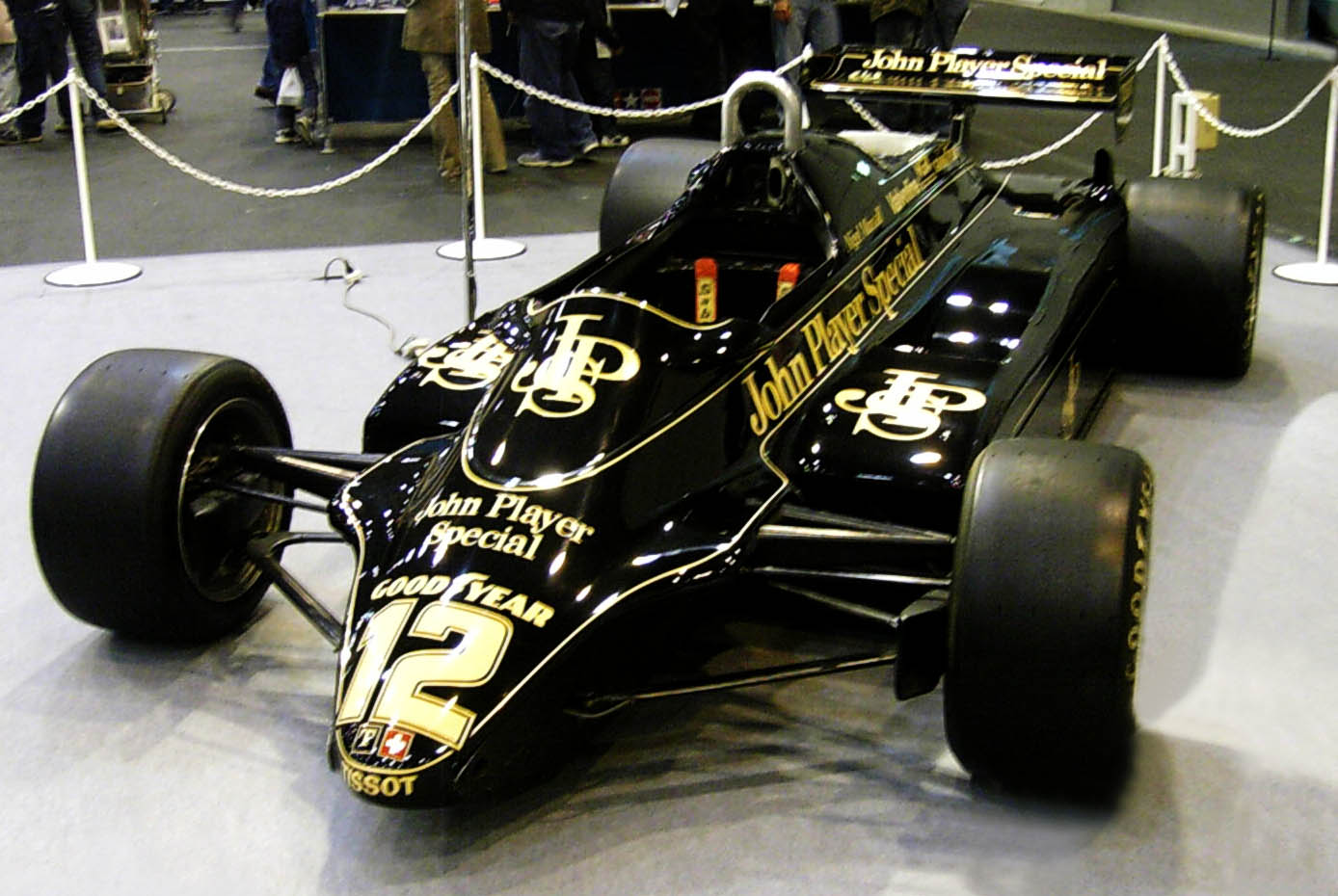
O Lotus 91 de Mansell, de, em uma exibição em Março de 2007.

Mansell inicia como piloto de testes da equipe desenvolvendo a versão B do Lotus 81. Faz bons testes, conseguindo voltas muito rápidas, e resultando em sua chance de estrear num GP de Fórmula 1. Estreia em 1980 na F-1 no GP da Áustria, largando em 24° e abandonando na volta 40, por problemas de motor. Ainda viria a disputar o GP da Holanda, além de falhar na qualificação no GP da Itália. Terminou a temporada com três GPs disputados e nenhum ponto marcado. Em 1981 disputa a primeira temporada completa na F-1 ao lado do italiano Elio De Angelis. Conquista o primeiro podium da carreira - no GP da Bélgica - e marca 8 pontos terminando na 14ª colocação na classificação geral.
Na temporada de 1982 repete a posição final, desta vez com 7 pontos e um 3º lugar no GP do Brasil (em função das desclassificações de: Piquet (vencedor) e Rosberg (2º colocado)) - além de não ter disputado dois GPs por problemas de lesão. Nesse mesmo ano o seu contrato é estendido por Colin Chapman, e logo depois Chapman morre. Quem assume o comando da equipe é Peter Warr, com quem Mansell não tinha o mesmo relacionamento que tinha com Chapman.

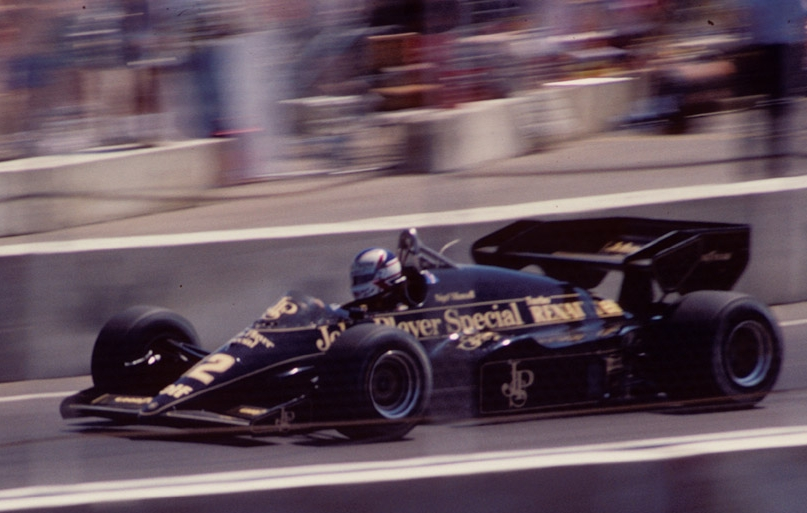
Mansell conquistando sua primeira pole position, com o Lotus 95T, no GP dos EUA de 1984.

Na temporada de 1983, a Team Lotus troca os pneus Goodyear e vai com Pirelli, e também troca o motor Cosworth aspirado pelo Renault Turbo. Porém, Mansell disputa a primeira parte da temporada com o Lotus 92 ainda com o motor aspirado, e conquista apenas um ponto com esse carro. A partir da 9ª etapa, o Grande Prêmio da Grã-Bretanha, em Silverstone - ele começa a disputar com o Lotus 94T e o motor francês turbo. Ele conquista com essa nova combinação: um terceiro, um quarto e um quinto lugar, somando 9 no total de 10 pontos e o 13º lugar no campeonato de pilotos.
Com um carro melhor que de outras temporadas, em 1984, a equipe volta a ser calçado pelo Goodyear, e Mansell conquista a primeira pole position - no GP dos EUA em Dallas (esse GP bateu o recorde de temperatura, sendo realizado à 40 °C e além disso, Mansell protagonizou um dos momentos mais fortes da temporada ao desmaiar próximo a linha de chegada, tentando empurrar o seu carro) -, além de conquistar dois pódios e pela primeira vez terminar o campeonato entre os dez primeiros no campeonato geral com 13 pontos. Esse foi o último ano do "Leão" na Lotus, sendo substituído pelo brasileiro Ayrton Senna para a próxima temporada.

#### 1985-1988: Williams

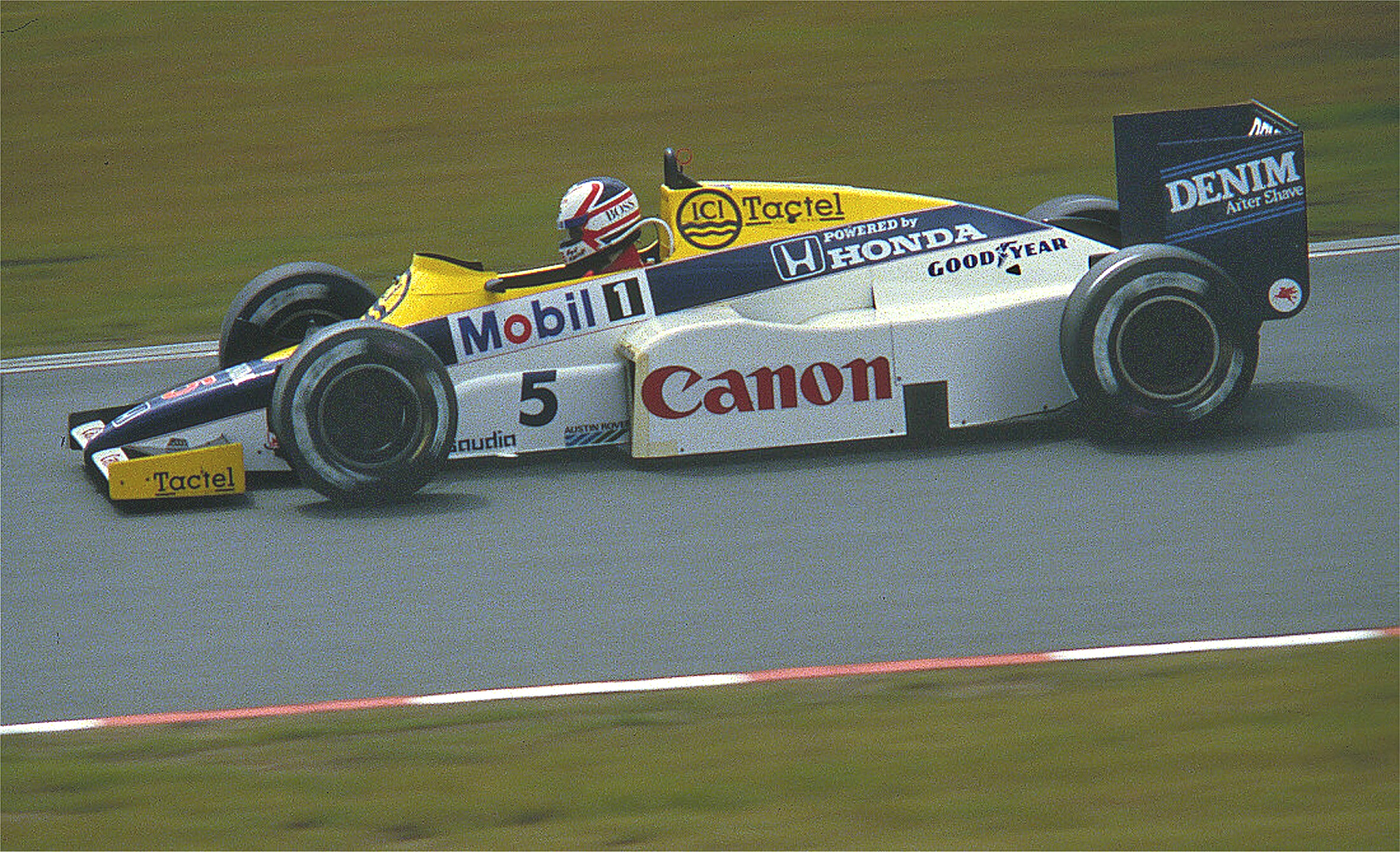
Mansell pilota o Williams FW10 no GP da Alemanha em Nürburgring de 1985.

Em 1985, Mansell assina com a equipe de Frank Williams para ser companheiro de equipe do campeão de 1982, o finlandês Keke Rosberg. Em sua primeira temporada, o inglês obteve duas vitórias nos GPs: da Europa e da África do Sul, onde também conquistou a primeira pole position na equipe e a segunda vitória na sua carreira. Relativamente ele fez uma boa temporada, terminando com 31 pontos e o 6º lugar no campeonato de pilotos. Este ano também, foi o primeiro em que o "Leão" usou o mítico "Red 5", a numeração do carro naquela temporada.
No campeonato de 1986, a Williams contrata o brasileiro Nelson Piquet para o lugar de Rosberg, que se transferiu para a McLaren. Durante o ano, Mansell e Piquet disputaram bastante, dando início a uma das grandes rivalidades da Fórmula 1 moderna, sendo que naquela época a Williams tinha os melhores carros, o chassi FW11, equipado pelo potente motor Honda Turbo. Com 70 pontos, tudo parecia levar Mansell ao seu primeiro título mundial, pois chegou ao último GP na Austrália à frente de seus concorrentes que eram: Prost com 64 e Piquet com 63 pontos. Para melhorar, ainda largava na pole, e podendo até chegar em 3º para ser campeão, independente da vitória do francês ou do brasileiro. Na prova, tudo ia dando certo para o inglês, até que na volta 63, o pneu traseiro esquerdo de seu carro estoura danificando a suspensão, fazendo com que Mansell abandonasse a prova. Nesse momento só restava torcer para que um de seus concorrentes não vencesse, mas Prost conseguiu e tornando-se bicampeão, numa das maiores zebras da Fórmula 1. Ao "Leão", restou se contentar com o vice-campeonato mundial.
Também naquele ano, aconteceu uma das mais acirradas chegadas da categoria, com Mansell chegando a 0,014 segundos de diferença quando atrás de Senna, no GP da Espanha (essa foi a menor diferença até 2002, quando Rubens Barrichello chegou a 0,011 segundos à frente de Schumacher, porém esse foi um jogo de equipe).
Em 1987, a dupla de pilotos é mantida, e com a versão B do FW11. No campeonato, mais uma vez Mansell e Piquet disputam o título de pilotos que ambos deixaram escapar na última prova do ano anterior. E seria uma disputa particular, porque a vantagem do equipamento da equipe Williams é superior em relação aos seus principais adversários que também disputaram a última temporada: Alain Prost com McLaren-TAG-Porsche e Ayrton Senna, agora com o novo patrocinador na Team Lotus, o Camel, e equipado com o mesmo motor japonês da equipe de Frank Williams, o desejado Honda Turbo.
Uma grande vitória de Nigel Mansell aconteceu no Grande Prêmio da Grã-Bretanha em Silverstone. Piquet obtém a primeira pole no ano; larga bem e passa na frente na primeira volta com Mansell colado. Aos poucos, Piquet estabelece uma vantagem de dois ou três segundos e parecia absolutamente incapaz de ampliá-la da mesma forma que Mansell parecia incapaz de reduzi-la. Os dois pilotos pisaram ao máximo, sem cuidados ou reservas, vigiando um ao outro. Na volta 12, Mansell comunica à equipe que tem problemas numa das rodas e que sofria de vibrações no carro; isso continuou até a volta 35, quando o piloto vai aos boxes colocar novo jogo de pneus. Na troca, Mansell demorou 9,2 segundos, mas quando voltou, o “Leão” tinha 28 segundos de atraso, e 29 voltas para alcançar Piquet. Nessa altura, o piloto brasileiro do Williams número 6 tinha acatado a sugestão da Goodyear para fazer a corrida com o mesmo jogo de pneus, e geria o seu avanço. Quando o pneu atingiu a temperatura ideal, Mansell inicia uma irresistível recuperação, diminuindo a diferença para ele a razão de 1,5 segundo por volta. Era uma aposta arriscada, porque no ritmo que estava, a gasolina do Williams número 5 acabaria antes do final da corrida; contudo, quando faltavam 12 voltas para o final, o desgaste dos pneus fazia-se sentir e a diferença estava agora em 11,6 segundos de desvantagem. Corajoso, o piloto inglês ia se aproximando cada vez mais do brasileiro, e fazendo voltas mais rápidas. Faltando duas voltas para o término, no início da reta Hangar, Mansell colou em Piquet; no meio da reta ele prepara a ultrapassagem, enquanto Piquet torcia a cabeça para vigiá-lo pelo retrovisor, Mansell joga o seu carro para a esquerda, buscando o lado de fora da pista; Piquet o bloqueia, mas Mansell volta para a direita, retardando o ponto de freada e chegando ao ponto de tangência da curva Stowe por dentro. Uma manobra plasticamente bela e inteligente levando ao delírio os milhares de compatriotas que tinham assistido de forma empolgada a sua recuperação e a brilhante ultrapassagem. O inglês vence, mas não conseguiria terminar a sua volta da consagração. O combustível acabou. Uma multidão invadiu a pista e cercou o Williams. Foi um grande dia para Mansell.[carece de fontes?]
Deixando um pouco a rivalidade dos dois pilotos nas pistas, um momento hilário de Mansell aconteceu após a vitória no Grande Prêmio da Áustria. Ele, Piquet e Teo Fabi, o 3º colocado da prova, estavam dentro da caminhonete que levava os três pilotos para o podium da corrida. O piloto inglês se levantou para acenar para os fãs quando de repente ele não percebeu e bateu a cabeça no viaduto. Imediatamente, o motorista parou o veículo para que Mansell fosse atendido por algumas pessoas que cercavam e participavam do evento. O piloto inglês com dores de cabeça é levado até o podium pelo presidente da FIA, o francês Jean-Marie Balestre.
A Williams também nesse ano, desenvolve a suspensão ativa, um novo recurso que diminuia o atrito do carro com o asfalto. A equipe decidiu dar uma corrida para cada piloto com esse novo recurso, porém quem se aproveitava mais da tecnologia era Piquet, que soube se adaptar melhor ao novo sistema. Para não ter favorecimento de um lado, a equipe decide retornar à suspensão convencional nas quatro últimas etapas, e Mansell venceu duas: na Espanha e no México, mas estava à 15 pontos de Piquet, e precisava da vitória no Japão para que a decisão fosse na última etapa, o GP da Austrália. Mas na sexta-feira, na sessão de qualificação da pista japonesa, na ânsia de superar o tempo marcado de Piquet, Mansell fazia a volta cronometrada e contornava rapidamente os "esses", passa por cima de uma zebra e perde o controle batendo violentamente de traseira. O piloto inglês é atendido no local, e pela gravidade do acidente, é levado para o Hospital de Nagoya, as antigas feridas deram de si e a sua temporada tinha acabado, perdendo a segunda chance de alcançar o título mundial e decretando assim o tricampeonato do brasileiro que no meio do campeonato tinha decidido deixar a equipe e assinado com a Lotus no próximo ano.[carece de fontes?] Mesmo sendo superior em relação ao seu companheiro de equipe no currícuclo com 6 vitórias e 8 poles, além de ter o apoio do time.
Para 1988, a Williams perde força com a saída dos motores turbo da Honda indo para a McLaren. A equipe de Frank Williams, campeã no mundial de pilotos e de construtores na temporada anterior, tem que se contentar com os motores aspirados Judd, um dos mais fracos da categoria. Com catorze abandonos, Mansell obteve como melhores resultados os dois 2º lugares: na Grã-Bretanha e na Espanha. Terminou o campeonato em 9º lugar e 12 pontos conquistados.
No final do ano, ele assina com a Ferrari, encerrando assim a sua primeira passagem pela equipe inglesa.

#### 1989-1990: Ferrari

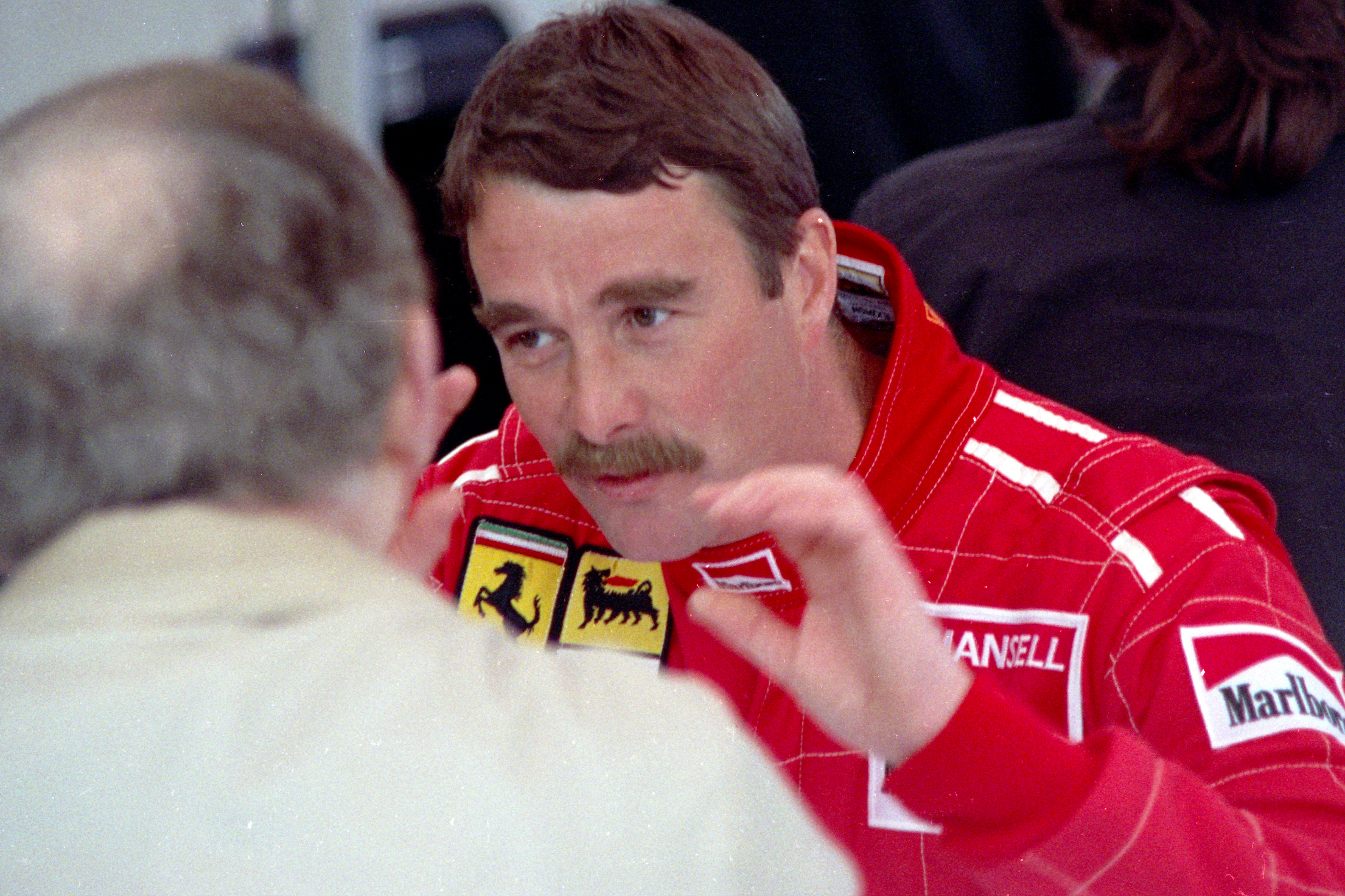
Mansell em sua época na.

Fazendo sua primeira temporada pela equipe italiana, em 1989, Mansell volta a conquistar vitórias, conseguindo a primeira na nova equipe, já no GP de estreia, no Brasil. Numa temporada não tão constante, mas relativamente boa, Mansell ainda conquistou mais uma vitória, dois segundos e dois terceiros lugares. Mas talvez o que marcou a temporada dele foi o GP de Portugal, onde o "Leão" liderava a prova, quando em sua entrada nos boxes ele passou pela equipe e foi preciso que desse uma ré para voltar. Depois desse fato ele foi desclassificado, mas continuou na pista, até colidir em Senna e tirá-lo da corrida que então liderava. Após esse acontecimento, Mansell foi punido com a exclusão da corrida seguinte, na Espanha. Mesmo assim, terminou em 4º lugar no mundial de pilotos com 38 pontos.
Na temporada de 1990, o então tricampeão Alain Prost é contratado pela Ferrari, para ser companheiro de equipe de Mansell. Prost, como era de se esperar, vai para defender seu título, e Mansell enfrenta problemas. Apesar de conseguir três poles, e o francês nenhuma, Mansell consegue apenas uma vitória, e abandona na maioria. Encerrando sua passagem na equipe italiana, Mansell conquista 37 pontos e o 5º lugar no campeonato. Devido ao desempenho abaixo das expectativas na Ferrari e à frustração por ainda não ter conseguido nenhum título, Nigel Mansell chega a dar declarações sugerindo que estaria se despedindo da Fórmula 1. No entanto, o forte apelo dos fãs e uma boa proposta para 1991 da equipe identificada com ele, a Williams, fazem com que Mansell desista da ideia.

#### 1991-1992: Williams

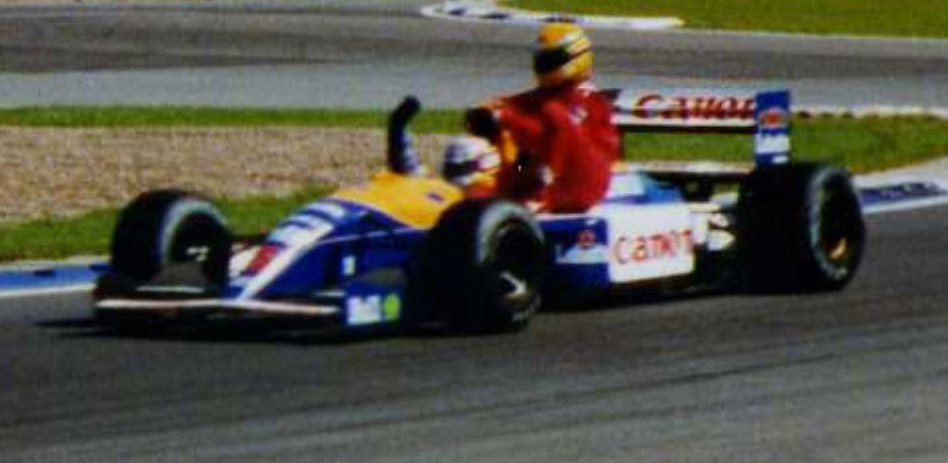
Nigel Mansell levando Ayrton Senna para o paddock, em Silverstone. Mansell venceu a prova, e na volta da vitória deu "carona" para Senna, já que o McLaren do brasileiro ficou sem gasolina no meio do circuito.

Iniciando sua segunda passagem pela equipe Williams, Mansell enfrenta problemas e abandona as três primeiras, vendo Senna abrir uma vantagem de 30 pontos. Em Mônaco, o piloto faz uma ultrapassagem espetacular sobre Prost da Ferrari na saída do túnel; o inglês terminou a prova pela primeira vez no campeonato marcando 6 pontos com o 2º lugar conquistado. No GP do Canadá, tem talvez sua maior frustração na temporada. Com seus principais adversários fora da prova: Ayrton Senna e Gerhard Berger da McLaren e Alain Prost e Jean Alesi da Ferrari também, Mansell tinha tudo para vencê-la, mas na última volta, o "Leão" que liderava a prova com folga, pois estava com quase 1 minuto de vantagem sobre Nelson Piquet da Benetton. O inglês ia até acenando para a multidão; quando o piloto ia fazendo o contorno no hairpin do circuito de Montreal, Mansell coloca o carro em ponto morto para acenar à multidão. Ali, as rotações abaixaram tanto que o motor apagou, deixando-o apeado.[carece de fontes?] Não restava outra coisa para o piloto do carro número 5 colocar seu carro na área de escape e sentir dentro do cockpit a besteira que fez antes da bandeirada de chegada. De lá, ele vê o seu maior rival Nelson Piquet da Benetton vencer seu último GP. Porém, apesar do problema, o inglês marcou 1 ponto com o 6º lugar. Ficava bem evidente que o Williams FW14 Renault já se mostrava ser o modelo mais rápido que o McLaren MP4/6 Honda em corridas. Nas quatro etapas seguintes, a equipe Williams confirmava a grande evolução do conjunto com as quatro vitórias seguidas sendo três de Mansell. Porém, a sorte não estava ao lado do piloto inglês na reta final do campeonato. No GP de Portugal em Estoril, ele tinha tudo para sair com a vitória; após a execução na troca de pneus, Mansell ia voltando para a pista de rolamento, quando de repente, o pneu traseiro direito do seu carro saiu do eixo. O carro do piloto ficou parado lá na pista de rolamento. Os mecânicos foram correndo até lá para colocar outro pneu no lugar; sanado o problema, o inglês voltava ao circuito nas últimas posições. Após 20 voltas, e uma enorme corrida de recuperação, Mansell estava na 6ª posição quando a direção de prova desclassificou-o por causa do reparo da equipe na pista de rolamento (proibido no regulamento da entidade). Na etapa seguinte, no GP da Espanha, agora na pista da Catalunya, Mansell teve uma grande duelo com Ayrton Senna. Na disputa pela 2ª posição, o piloto do Williams número 5 se aproxima de vez do piloto da McLaren número 1, e no início da reta dos boxes ele embutiu na traseira no carro do piloto brasileiro; Mansell puxa para a direita para ultrapassá-lo. Ao completar a volta, os dois estão lado a lado ("a cena é inesquecível"); o piloto inglês pisa tudo no acelerador do seu carro para superá-lo enquanto que o brasileiro da McLaren tenta o máximo possível para não perdê-la. Quase no final da reta e na freada, Mansell ultrapassá-o e faz a curva na frente do líder do campeonato. O piloto da Williams ainda consegue alcançar e ultrapassar Berger no miolo da pista e vai para a vitória. Com 16 pontos de desvantagem, Mansell ia para o Japão em Suzuka precisando da vitória e levar a decisão para a última etapa. Na corrida, na ânsia de superar Senna, o 2º na pista, e depois tentar alcançar Berger, o piloto inglês na pressão errou, e vai para a caixa de brita no final da reta japonesa. De lá, ele abandona e viu Senna ser tricampeão antecipado e ele acabando mais uma vez com o vice-campeonato pela terceira vez.
A 1992 inicia com Mansell favorito a ganhar o título ao mostrar um carro muito superior ao restante. O aperfeiçoamento feito à suspensão ativa, junto ao potente motor da Renault, fez do FW14B um carro "imbatível". Mansell dominou a temporada literalmente, fazendo 9 vitórias, 14 poles e 8 voltas mais rápidas, ganhando o primeiro, e único, campeonato com o 2º lugar na Hungria - faltando cinco corridas para o término do campeonato - e com 52 pontos de diferença para o vice-campeão, e companheiro de equipe, Riccardo Patrese. Aos 39 anos e com o título conquistado, Mansell anuncia sua aposentadoria da Fórmula 1 (que acabou sendo provisória).

### CART IndyCar

#### 1993-1994: Newman/Haas Racing

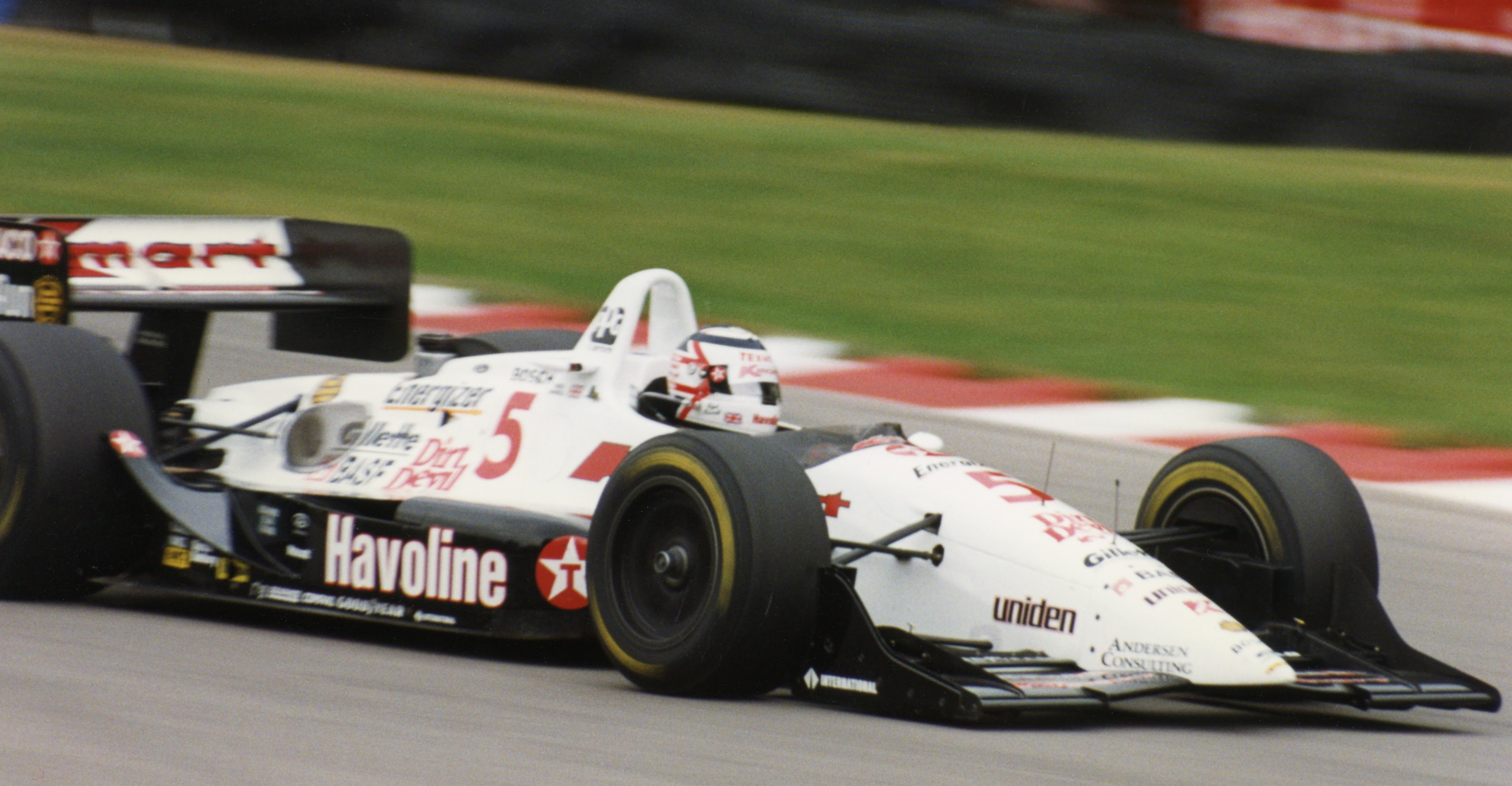
Nigel Mansell na Fórmula Indy em 1993.

Em 1993, com a aposentadoria da Fórmula 1, Mansell foi substituído, na Williams, por Prost, que acabou posteriormente tetracampeão. Mansell foi convidado por Paul Newman para fazer parte da equipe na CART. Mansell aceitou e conseguiu ser campeão da categoria, logo em sua temporada de estreia, surpreendendo a muitos, ganhando o título em cima de Emerson Fittipaldi, também campeão na Fórmula 1 e na CART. Na mesma temporada, Mansell havia protagonizado na etapa de Cleveland um grande duelo contra o brasileiro Emerson Fittipaldi na disputa pela segunda posição. A disputa acabou sendo vencida pelo brasileiro.
Já na temporada seguinte, Mansell não conseguiu bons resultados, por conta de ter retornado à Fórmula 1, e de acidentes, terminando com 88 pontos na 8ª posição.

### Retorno à Fórmula 1

#### 1994: Williams
Em 1994, Mansell retorna a categoria. Depois da morte de Ayrton Senna, ele volta à Fórmula 1 com a Williams, com um salário de £900,000 por corrida, para substituir o novato escocês, David Coulthard no GP da França e nos três últimos GPs da temporada. Nos quatro GPs em que disputou, conquistou sua última vitória no controverso GP da Austrália, onde Damon Hill e Michael Schumacher, que disputavam o título, colidiram, dando o primeiro título ao piloto alemão e a vitória ao "Leão", no carro pilotado pelo tricampeão brasileiro. Ainda nessa prova, Mansell conquistou sua última pole position.

#### 1995: McLaren
Tentando o bicampeonato no campeonato de 1995, Mansell quis continuar na categoria. Porém perdeu a vaga na Williams, para Coulthard, e a única opção foi ir para a McLaren. A temporada já não começou bem, com Mansell criticando o desempenho do carro. O piloto inglês teve um problema ao entrar no cockpit do McLaren MP4/10. Enquanto a equipe resolvia o problema, o piloto inglês foi substituído pelo compatriota Mark Blundell na primeira e a segunda corrida. Mansell estreou na sua nova equipe na terceira etapa, o GP de San Marino em Ímola. Ele largou na 9ª posição e terminou em 10º lugar na corrida. Na etapa seguinte, o GP da Espanha, na Catalunya, larga na 10ª posição e abandona após 18 voltas com problemas na direção. Acabou sendo a última na categoria encerrando aos 41 anos.

#### Último suspiro na Jordan
No final do campeonato de 1996, Eddie Jordan procurava um substituto para o piloto inglês Martin Brundle, que decidira retirar-se da competição, e para o brasileiro Rubens Barrichello, que rumava para a Stewart. Já tinha garantido os serviços do alemão Ralf Schumacher, irmão de Michael Schumacher, que iria estrear na Formula 1, e procurava um piloto experiente, para o ajudar na sua temporada de estreia. Tentou o novo campeão do Mundo, Damon Hill, mas ele nessa altura já tinha assinado pela Arrows.
Então, a Jordan vira-se para Nigel Mansell, pois o patrão tinha a promessa de um contrato de £ 8 milhões por parte da tabaqueira Benson & Hedges. O teste é marcado para Dezembro de 1996, no circuito de Barcelona, e Mansell, com 43 anos, anda bem mais lento que o resto da concorrência. Somente como exemplo, no primeiro dia, é 4 segundos mais lento que o melhor piloto desse dia, o Williams do canadense Jacques Villeneuve.
No final dos três dias, apesar de afirmar estar disposto a correr mais uma temporada, Eddie Jordan decide escolher outro novato, o italiano Giancarlo Fisichella, para a segunda vaga da equipe, e Mansell deixa definitivamente a F-1.

### Outras categorias

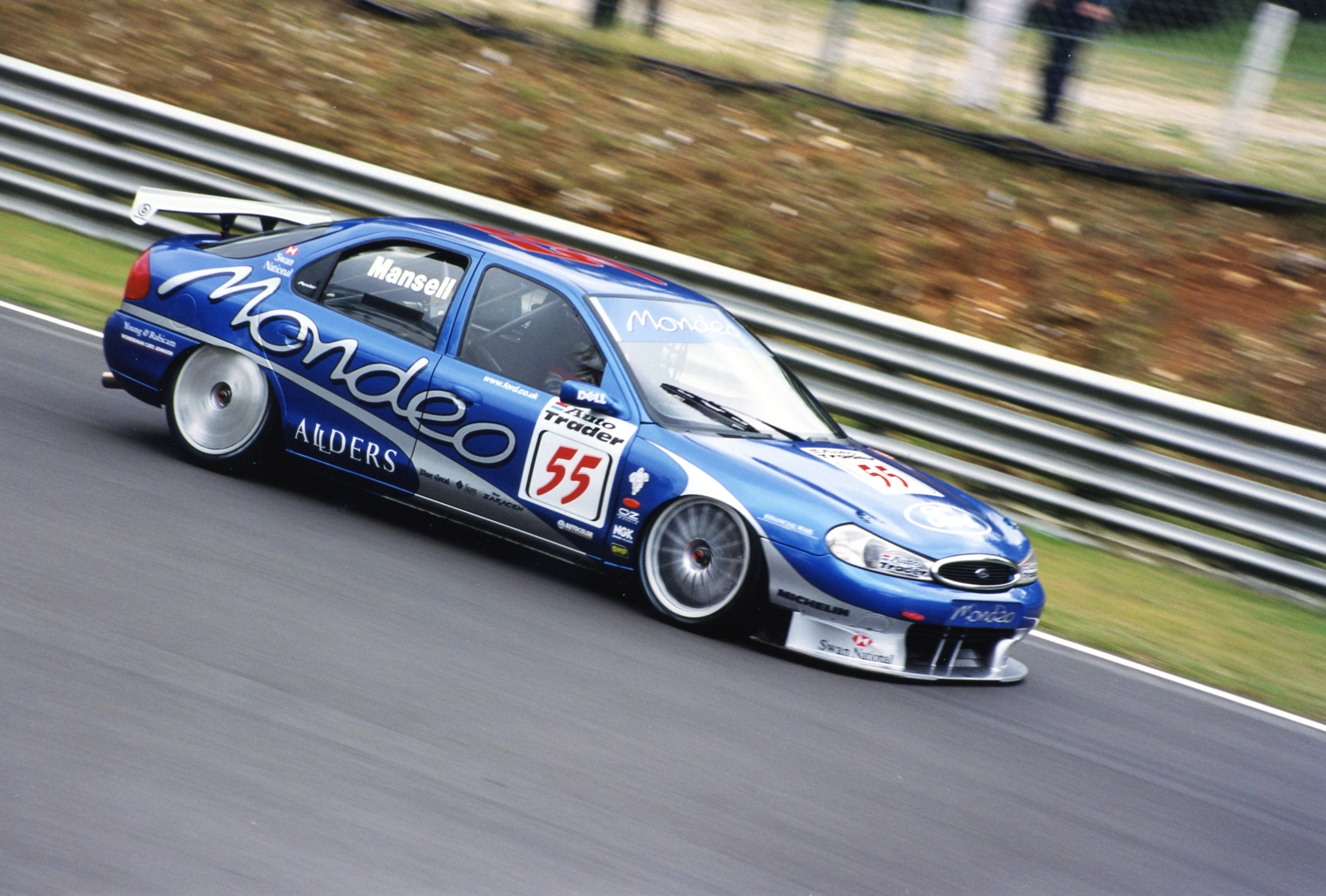
Mansell pela BTCC em 1998.

Mansell ainda retornou ao automobilismo, em 1998, pelo campeonato de turismo da Inglaterra, fez 7 pontos terminando em 18° lugar. Depois dessa categoria, Mansell só voltou a correr em 2005, quando começou a categoria GP Masters, que reunia grandes pilotos das épocas antigas de Fórmula 1. Com a curta vida da categoria, dos três GPs disputados, o "Leão" venceu duas e perdeu num duelo no Fusion gp que foi contra Nelson Piquet.

## Resultados na Fórmula 1
(legenda) (Corrida em negrito indica pole position e corridas em itálico indica volta mais rápida)
| Ano  | Equipe                    | Chassis          | Motor                 | 1       | 2       | 3       | 4       | 5       | 6       | 7       | 8       | 9       | 10      | 11      | 12      | 13      | 14      | 15      | 16      | Pontos   | Posição  |
| ---- | ------------------------- | ---------------- | --------------------- | ------- | ------- | ------- | ------- | ------- | ------- | ------- | ------- | ------- | ------- | ------- | ------- | ------- | ------- | ------- | ------- | -------- | -------- |
| 1995 | Marlboro McLaren Mercedes | McLaren MP4/10   | Mercedes FO 110 V10   |         |         | SMR 10º | ESP Ret |         |         |         |         |         |         |         |         |         |         |         |         | 0        | NC (29º) |
| 1994 | Rothmans Williams Renault | Williams FW16    | Renault RS6 V10       |         |         |         |         |         |         | FRA Ret |         |         |         |         |         |         |         |         |         | 13       | 9º       |
| 1994 | Rothmans Williams Renault | Williams FW16B   | Renault V10           |         |         |         |         |         |         |         |         |         |         |         |         |         | EUR Ret | JAP 4º  | AUS 1º  | 13       | 9º       |
| 1992 | Canon Williams Team       | Williams FW14B   | Renault RS3C V10      | AFS 1º  | MEX 1º  | BRA 1º  | ESP 1º  | SMR 1º  | MON 2º  | CAN Ret | FRA 1º  | GBR 1º  | ALE 1º  |         |         |         |         |         |         | 108      | 1º       |
| 1992 | Canon Williams Team       | Williams FW14B   | Renault RS4 V10       |         |         |         |         |         |         |         |         |         |         | HUN 2º  | BEL 2º  | ITA Ret | POR 1º  | JAP Ret | AUS Ret | 108      | 1º       |
| 1991 | Canon Williams Renault    | Williams FW14    | Renault RS3 V10       | EUA Ret | BRA Ret | SMR Ret | MON 2º  | CAN 6º  | MEX 2º  | FRA 1º  | GBR 1º  | ALE 1º  | HUN 2º  | BEL Ret | ITA 1º  | POR DSQ | ESP 1º  | JAP Ret | AUS 2º2 | 72       | 2º       |
| 1990 | Ferrari                   | Ferrari F1 641   | Ferrari 036 V12       | EUA Ret | BRA 4º  | SMR Ret | MON Ret |         |         |         |         |         |         |         |         |         |         |         |         | 37       | 5º       |
| 1990 | Ferrari                   | Ferrari F1 641/2 | Ferrari 036 V12       |         |         |         |         | CAN 3º  | MEX 2º  | FRA 18º | GBR Ret | ALE Ret | HUN 17º | BEL Ret | ITA 4º  | POR 1º  | ESP 2º  | JPN Ret | AUS 2º  | 37       | 5º       |
| 1989 | Ferrari                   | Ferrari F1 640   | Ferrari 035/5 V12     | BRA 1º  | SMR Ret | MON Ret | MEX Ret | EUA Ret | CAN DSQ | FRA 2º  | GBR 2º  | ALE 3º  | HUN 1º  | BEL 3º  | ITA Ret | POR DSQ |         | JAP Ret | AUS Ret | 38       | 4º       |
| 1988 | Canon Williams            | Williams FW12    | Judd CV V8            | BRA Ret | SMR Ret | MON Ret | MEX Ret | CAN Ret | DET Ret | FRA Ret | GBR 2º  | ALE Ret | HUN Ret | BEL Inj | ITA Inj | POR Ret | ESP 2º  | JAP Ret | AUS Ret | 12       | 9º       |
| 1987 | Canon Williams-Honda      | Williams FW11B   | Honda RA167E V6 Turbo | BRA 6º  | SMR 1º  | BEL Ret | MON Ret | DET 5º  | FRA 1º  | GBR 1º  | ALE Ret | HUN 14º | AUT 1º  | ITA 3º  | POR Ret | ESP 1º  | MEX 1º  | JAP DNS | AUS Inj | 61       | 2º       |
| 1986 | Canon Williams-Honda      | Williams FW11    | Honda RA166E V6 Turbo | BRA Ret | ESP 2º  | SMR Ret | MON 4º  | BEL 1º  | CAN 1º  | DET 5º  | FRA 1º  | GBR 1º  | ALE 3º  | HUN 3º  | AUT Ret | ITA 2º  | POR 1º  | MEX 5º  | AUS Ret | 701 (72) | 2º       |
| 1985 | Canon Williams-Honda      | Williams FW10    | Honda RA163E V6 Turbo | BRA Ret | POR 5º  | SMR 5º  | MON 7º  | CAN 6º  | DET Ret | FRA DNS | GBR Ret | ALE 6º  | AUT Ret | PAB 6º  | ITA 11º | BEL 2º  | EUR 1º  | AFS 1º  | AUS Ret | 31       | 6º       |
| 1984 | John Player Team Lotus    | Lotus 95T        | Renault EF4 V6 Turbo  | BRA Ret | AFS Ret | BEL Ret | SMR Ret | FRA 3º  | MON Ret | CAN 6º  | DET Ret | DAL 6º  | GBR Ret | ALE 4º  | AUT Ret | PAB 3º  | ITA Ret | EUR Ret | POR Ret | 13       | 10º      |
| 1983 | John Player Team Lotus    | Lotus 92         | Cosworth DFV V8       | BRA 12º | USW 12º | FRA Ret | SMR Ret | MON Ret | BEL Ret | DET 6º  | CAN Ret |         |         |         |         |         |         |         |         | 10       | 13º      |
| 1983 | John Player Team Lotus    | Lotus 94T        | Renault EF1 V6 Turbo  |         |         |         |         |         |         |         |         | GBR 4º  | ALE Ret | AUT 5º  | PAB Ret | ITA 8º  | EUR 3º  | AFS NC  |         | 10       | 13º      |
| 1982 | John Player Team Lotus    | Lotus 87B        | Cosworth DFV V8       | AFS Ret |         |         | SMR     |         |         |         |         |         |         |         |         |         |         |         |         | 7        | 14º      |
| 1982 | John Player Team Lotus    | Lotus 91         | Cosworth DFV V8       |         | BRA 3º  | USW 7º  | SMR     | BEL Ret | MON 4º  | DET Ret | CAN Ret | PAB Inj | GBR Ret | FRA Inj | ALE 9º  | AUT Ret | SUI 8º  | ITA 7º  | CPL Ret | 7        | 14º      |
| 1981 | Team Essex Team Lotus     | Lotus 81B        | Cosworth DFV V8       | USW Ret | BRA 11º | ARG Ret |         | BEL 3º  |         |         |         |         |         |         |         |         |         |         |         | 8        | 14º      |
| 1981 | Team Essex Team Lotus     | Lotus 87         | Cosworth DFV V8       |         |         |         |         |         |         | MON Ret |         |         |         |         |         |         |         |         |         | 8        | 14º      |
| 1981 | John Player Team Lotus    | Lotus 87         | Cosworth DFV V8       |         |         |         |         |         |         | ESP 6º  | FRA 7º  |         |         |         |         |         |         |         |         | 8        | 14º      |
| 1981 | John Player Team Lotus    | Lotus 87         | Cosworth DFV V8       |         |         |         |         |         |         |         |         | GBR NQ  | ALE Ret | AUT Ret | PAB Ret | ITA Ret | CAN Ret | CPL 4º  |         | 8        | 14º      |
| 1980 | Team Essex Team Lotus     | 81B              | Cosworth DFV V8       |         |         |         |         |         |         |         |         |         | AUT Ret | PAB Ret | ITA NQ  |         |         |         |         | 0        | NC (30º) |

(ret) Retirou-se 
- ↑1  Nos descartes
- ↑2  Foi atribuído metade dos pontos, porque o número de voltas não alcançou 75% de sua distância percorrida

## Vitórias por equipe
Williams: 28
Ferrari: 3

## Resultados na CART
(legenda) (Corridas em negrito indica pole position)
| Ano  | Equipe      | 1     | 2       | 3     | 4       | 5      | 6      | 7     | 8     | 9       | 10     | 11    | 12      | 13     | 14     | 15      | 16     | Pos | Pts |
| ---- | ----------- | ----- | ------- | ----- | ------- | ------ | ------ | ----- | ----- | ------- | ------ | ----- | ------- | ------ | ------ | ------- | ------ | --- | --- |
| 1993 | Newman/Haas | SUF 1 | PHX INJ | LBH 3 | IND 3   | DET 15 | MIL 1  | POR 2 | CLE 3 | TOR Ret | MIC 1  | NWH 1 | ROA 2   | VAN 6  | MDO 12 | NAZ 1   | LAG 23 | 1°  | 191 |
| 1994 | Newman/Haas | SUF 9 | PHX 3   | LBH 2 | IND Ret | MIL 5  | DET 21 | POR 5 | CLE 2 | TOR Ret | MIC 26 | MDO 7 | NWH Ret | ROA 13 | VAN 10 | NAZ Ret | LAG 8  | 8°  | 88  |

## Resultados na Grand Prix Masters
(legenda)
| Ano  | Equipe      | 1     | 2     | 3       | 4     |
| ---- | ----------- | ----- | ----- | ------- | ----- |
| 2005 | Team Altech | RSA 1 |       |         |       |
| 2006 | Team Altech | QAT 1 | ITA C | GBR Ret | RSA C |
| 2007 | Team Altech | ROM C | QAT C | RSA C   |       |